# Viewpoints
Viewpoints è una pratica pedagogica e artistica basata sul movimento che fornisce un quadro per la creazione e l'analisi della performance esplorando le relazioni spaziali, la forma, il tempo, l'emozione, la meccanica del movimento e la materialità del corpo dell'attore. Radicati nei domini del teatro postmoderno e della composizione di danza, i Viewpoints operano come un mezzo per pensare e agire sul movimento, sul gesto e sull'uso creativo dello spazio.

## Contesto storico
Il metodo The Six Viewpoints è stato originariamente sviluppato negli anni '70 dalla artista teatrale e insegnante Mary Overlie, e successivamente concettualizzato nel suo libro Standing in Space: The Six Viewpoints Theory & Practice (2016) . Si ritiene che i punti di vista e la pratica di Overlie abbiano contribuito notevolmente al movimento postmoderno nel teatro, nella danza e nella coreografia, fondato sull'opposizione ai seguenti princìpi del modernismo: la struttura gerarchica nella creazione delle performance, il significato fisso e le narrazioni lineari.
Un principio chiave della pratica Viewpoints è l'orizzontalità, un focus distinto su un’organizzazione non gerarchica degli elementi della performance, ovvero un coinvolgimento condiviso con elementi come spazio, corpo, testo, tempo, forma ed emozione. La pratica costituisce successivamente un processo creativo condiviso tra artisti/e e creatori/trici in cui i corpi individuali e l'ambiente materiale circostante costituiscono parte di un insieme. Viewpoints incoraggia quindi l'artista a incorporare i propri impulsi corporei e le sue esperienze personali nel processo di creazione.
La teoria dei Six Viewpoints è stata adattata dalle registe Anne Bogart e Tina Landau, portando infine alla delineazione di nove punti di vista "fisici" e cinque "vocali". Tra la fine degli anni Settanta e l'inizio degli anni Ottanta, Bogart e Overlie insegnarono presso l'Experimental Theatre Wing della Tisch School of the Arts della New York University; in quel periodo Bogart fu influenzata dalle innovazioni di Overlie. I Six Viewpoints di Overlie sono una metodologia per esaminare, analizzare e creare performance in modo non gerarchico e decostruito, mentre i Viewpoints di Bogart sono considerati un riferimento pratico nella creazione di una messa in scena con attori e attrici.

## I Viewpoints di Overlie

### Introduzione e panoramica
The Six Viewpoints è un approccio filosofico e pratico per articolare una prospettiva postmoderna sulla performance. La pratica implica la decostruzione della palcoscenico e della performance fisica nei suoi sei elementi di composizione: Spazio, Forma, Tempo, Emozione, Movimento e Storia. Questi sei elementi sono sempre esistiti, ma all'interno di una rigida gerarchia che dà prevalenza alla storia e all'emozione nel teatro e alla forma e al movimento nella danza. The Six Viewpoints libera i Materiali da questa struttura fissa per renderli disponibili alla riesaminazione in un ambiente fluido e non gerarchico. L'atto di decostruire la performance in Sei Materiali invita l'esecutore/trice, il/la regista e l'artista a impegnarsi con i singoli Materiali "permettendo a questi elementi di prendere il comando in un dialogo creativo".
Per Overlie, questo spostamento di attenzione ridefinisce l'arte e il ruolo dell'artista da una mentalità di "creatore/originatore" a quella che lei chiama "osservatore/partecipante", che si concentra sulla "testimonianza e sull'interazione, ... lavorando sotto la supposizione che la struttura possa essere discernuta piuttosto che imposta". Overlie ha osservato che questa ridefinizione dell'impegno dell'artista poteva corrispondere al passaggio artistico dal modernismo al postmodernismo.
La teoria e la pratica dei Sei Punti di Vista sono organizzate in due parti: I Materiali e Il Ponte.

### I Materiali (SSTEMS)
Quando lavora con i materiali, all'artista viene chiesto di ignorare l'impulso di controllare o possedere il materiale, e viene sfidato a lavorare in modo molto specifico con ogni materiale come entità indipendente. Overlie raccomanda all'artista di raccogliere quanti più dati "inutili" possibile e di prendersi del tempo per esplorarli.Il seme dell'intera opera The Six Viewpoints si trova nel semplice atto di stare nello spazio. Da questa prospettiva l’artista è invitato a leggere e a lasciarsi educare dal lessico dell’esperienza quotidiana. Le informazioni sullo spazio, l'esperienza del tempo, la familiarità delle forme, le qualità e le regole della cinetica nel movimento, la logica, il modo in cui si formano le storie, gli stati e gli scambi emozionali che costituiscono il processo di comunicazione tra creature viventi... Lavorando direttamente con questi materiali l'artista in quanto intelligenza indipendente comincia ad apprendere la performance attraverso i linguaggi essenziali (Overlie).I Sei Materiali di composizione, indicati con l'acronimo SSTEMS, sono:
S (Spazio)
Lo spazio comprende i movimenti di scena, la disposizione dei mobili, la posizione delle pareti, delle porte e delle finestre, l'angolazione dello sguardo, la distanza di proiezione e l'allineamento spaziale degli attori rispetto al proscenio, al pubblico e tra loro.
S (Forma)
La forma contiene la geometria, i costumi, i gesti e la forma dei corpi degli attori e di tutti gli oggetti sulla scena.
T (Tempo)
Il tempo contiene durata, ritmo, punteggiatura, schema, impulso, ripetizione, legato, pizzicato, lirico.
E (Emozione)
L'emozione contiene presenza, rabbia, risata, ruminazione, empatia, alienazione, romanticismo, pietà, paura, anticipazione, ecc.
M (Movimento)
Il movimento comprende la caduta, la camminata, la corsa, il respiro, la sospensione, la contrazione, l'impatto.
S (Storia)
La storia contiene logica, ordine e progressione di informazioni, memoria, proiezione, conclusione, allusioni, verità, bugie, associazioni, influenze, potere, debolezza, reificazione, de-reificazione, costruzioni e decostruzione.

### The Bridge (Il Ponte)
The Bridge è una sequenza di nove laboratori che fungono da cornici filosofiche e pedagogiche in cui confrontarsi con i Materiali. The Bridge presenta le origini dell'approccio di Viewpoints all'arte e introduce nella pratica i concetti filosofici che vengono utilizzati per disintegrare e poi reintegrare la performance.
I nove laboratori di The Bridge sono:
- Segnali di una differenza: notare la differenza nell'aumento dei livelli di sottigliezza
- Decostruzione: indagare il teatro separando le componenti della sua struttura
- L'Orizzontale: composizione non gerarchica
- Postmodernismo: le basi filosofiche
- Reificazione: una riflessione su creatività, comunicazione e linguaggio
- Il pianoforte: l'interfaccia tra artista e pubblico
- Il Matrix: gli ingredienti sono nel calderone
- Fare l'inutile: gli SSTEMS si dissolvono
- L'anarchico originale: un'idea nuova e molto vecchia[11]

Come pratica generale, The Six Viewpoints "si dedica a leggere il palcoscenico come una forza della natura".

## I Viewpoints di Bogart e Landau
Nel loro libro The Viewpoints Book: A Practical Guide to Viewpoints and Composition (2005), Anne Bogart e Tina Landau identificano i Viewpoints primari come quelli relativi al Tempo (Ritmo, Durata, Risposta cinestetica e Ripetizione) e quelli relativi allo Spazio (Forma, Gesto, Architettura, Relazione spaziale-Prossemica e Topografia). Inoltre, Bogart e Landau hanno aggiunto i Viewpoints vocali che includono tono, volume e timbro.
Nel libro, le autrici delineano le basi della formazione Viewpoints da entrambi promulgata, nonché metodi specifici per applicare la pratica sia alle prove che alla produzione di spettacoli. Per Bogart e Landau, i Viewpoints rappresentano non solo una tecnica fisica, ma anche un approccio filosofico, spirituale ed estetico a molti aspetti del loro lavoro. Bogart fa riferimento al suo lavoro con la compagnia SITI e Landau con la Steppenwolf Theater Company .
I punti di vista di Bogart, una rielaborazione dei punti di vista di Overlie, sono:
- Architettura: l'ambiente fisico, lo spazio e tutto ciò che gli appartiene o lo costituisce, comprese le caratteristiche permanenti e non permanenti.
- Relazione spaziale (Prossemica): distanza tra gli oggetti sulla scena; un corpo in relazione a un altro, a un gruppo o all'architettura.
- Topografia: il movimento sul paesaggio, la disposizione del pavimento, il design e i colori.
- Forma: il contorno o il profilo dei corpi nello spazio; la forma del corpo in sé, in relazione ad altri corpi o in relazione all'architettura; linee, curve, angoli, archi, tutti fermi o in movimento.
- Gesto: a) Gesto comportamentale: gesto realistico appartenente al mondo fisico così come lo osserviamo ogni giorno. b) Gesto espressivo: gesto astratto o simbolico che esprime uno stato interiore o un'emozione; non inteso come gesto pubblico o "realistico".
- Tempo (Ritmo): la velocità o la lentezza con cui avviene qualcosa sul palco.
- Durata: per quanto tempo si verifica un evento nel tempo; per quanto tempo una persona o un gruppo mantiene un particolare movimento, ritmo, gesto, ecc. prima che questo cambi.
- Risposta cinestesica: reazione spontanea a un movimento che avviene al di fuori di sé. Una risposta istintiva a uno stimolo esterno (realistica/non realistica).
- Ripetizione: a) ripetizione interna : ripetere un movimento eseguito con il proprio corpo, e b) ripetizione esterna: ripetere un movimento che avviene al di fuori del proprio corpo.[12]

## Discendenza e influenze sui Viewpoints
È possibile rintracciare diverse influenze storiche sui Six Viewpoints di Mary Overlie e successivamente sui Viewpoints di Anne Bogart e Tina Landau. Esiste una somiglianza familiare tra la natura non gerarchica dei nove VIewpoints e la natura a spirale o a impalcatura dei Soggetti Dalcroze nell'Euritmica Dalcroze. Questa pratica fu diffusa nelle scene di danza e teatro di New York City da Elsa Findlay all'inizio e alla metà del ventesimo secolo. Elsa Findlay si è laureata all'istituto Hellerau di Emile Jaques-Dalcroze in Germania prima della prima guerra mondiale. Martha Graham studiò con Findlay, e Overlie riconosce l'impatto dei suoi studi con Graham. Overlie studiò anche con José Limón che fu uno studente di Doris Humphrey. Humphrey fu un altro allievo di Elsa Findlay che diede un contributo significativo al teatro-danza e fondò la Plastique Animee negli Stati Uniti. Inoltre, Musique Corporelle di Suzanne Bing contiene una serie di nove elementi musicali per la formazione degli attori che hanno una forte somiglianza familiare con i nove Viewpoints. 